# Šahovska algebarska notacija
Šahovska algebarska notacija (kratica: AN) je skraćeni način zapisivanja i opisivanja šahovskih poteza, partija i pozicija. Danas je u općoj upotrebi. Temelji se na sustavu koji je razvio Philipp Stamma.
Prvi se put pojavila još u jednom francuskom rukopisu iz 1173. godine, ali u široku upotrebu ušla je tek u 19. st. Godine 1981. FIDE ju je usvojila kao standard. U zemljama engleskog govorog područja još se ponekad koristi t.zv. opisna notacija.
Algebarska je notacija danas standar u svim šahovskim organizacijam te u većini knjiga, časopisa i tiskovina. U engleskogovornim zemljama AN je zamijenila usporednu metodu opisne notacije koja se je bila uobičajila u 19. stoljeću i koju se je rabilo sporadično sve do 1980-ih i 1990-ih. Europske su se zemlje, osim Engleske, služile algebarskom notacijom prije razdoblja kad je opisna notacija bila uobičajenom pojavom.